# Hodov
Hodov település Csehországban, a Třebíči járásban. Hodov Vlčatín, Oslavička, Budišov, Nárameč, Rohy, Rudíkov és Studnice településekkel határos. Lakosainak száma 310 fő (2024. január 1.).

## Népesség
A település lakosságának változását az alábbi diagram mutatja:
| Lakosok száma | 475  | 533  | 535  | 389  | 359  | 306  | 305  | 303  | 302  | 310  |
|               | 1869 | 1890 | 1921 | 1950 | 1980 | 2001 | 2017 | 2019 | 2022 | 2024 |